# 365 TCN
365 TCN là một năm trong lịch La Mã.